# 日米会話手帳
『日米会話手帳』（日米會話手帳、にちべいかいわてちょう、英: ANGLO-JAPANESE CONVERSATION MANUAL）は、1945年（昭和20年）9月15日（奥付では10月3日）に日本で発行された英会話用の小冊子である。わずか32ページのごく簡単な内容ではあったが、玉音放送のわずか1か月後に発売され、連合国軍による占領開始直後の日本で総計360万部ないしそれ以上が発行された、戦後初のベストセラー（ミリオンセラー）書籍として知られる。

## 内容
戦後に企画発行された出版物の第一号とされる。
発行者は科学教材社となっているが、実際は誠文堂新光社が企画し、関連会社であった科学教材社の名義で発行したものである。なお、編者を誠文堂新光社、もしくは同社社長の小川菊松としている文献があるが、冊子自体には「科学教材社刊」とあるだけで、編者・訳者などの表記はない。
四六半截判（四六判の半分、縦10cm×横13cm）で全32ページ、定価80銭。「I. 日常会話（Everyday Expressions）」、「II. 買物（Shopping）」、「III. 道を訊ねる（Asking the way）」の三部構成となっており、各ページの左側に日本語の例文とそのローマ字表記、右側に、それに対応する英語とそのカタカナ発音がそれぞれ表記されている。掲載されている文例は79で、他に173語の英単語が掲載されている。

## 出版の経緯
誠文堂新光社社長小川菊松の回想（『出版興亡五十年』1953年）によれば、小川は1945年8月15日、所用のため千葉県に出張中、房総西線の岩井駅で玉音放送を聞いた。その直後、小川は東京へと戻る汽車の中で、関東大震災の際に『大震大火の東京』を出版してヒットしたことを思い出し、日英会話に関する出版の企画を思いつき、誠文堂新光社に戻るなり、長男で副社長だった小川誠一郎たちに向かって「どうだ。日米会話の手引きが必要じやないか」と言って驚かせたという。その後、小川は『科学画報』の編集者であった加藤美生に企画を命じて、一晩で和文原稿を作成させたという。
以上のエピソードが伝説化しているが、加藤美生は1995年（平成7年）の武田徹によるインタビューにおいて、小川社長から指示があったことを否定し、実際の発案者は加藤自身だと主張している。加藤は8月20日ごろ、小川の命で青梅在住の吉川英治のもとに原稿の依頼に行って断られ、その帰路、立川駅で青梅線から中央線に乗り換えようとした際、黒人の米兵が英語で会話しているのを見てひらめき、会社に戻ってから小川に「英会話の本をやりませんか」と提案したという。なお、連合国軍の先遣部隊が厚木飛行場に到着したのは8月28日であり、その一週間も前に立川駅で米兵を見たというのは辻褄が合わないが、武田は、加藤が見た「米兵」は釈放された捕虜であった可能性を指摘している。
発行にあたっては、副社長の小川誠一郎らが、科学書中心の出版社であった誠文堂新光社から際物的でチャチな内容の英会話の本を出版することに反対したため、妥協として、系列会社の科学教材社から出版することになった。
「凡例」には、「この会話手帳は W. J. Hernan の “What you want to say and how to say it” に準じて作つた。」とある。ただし加藤によれば、「ああ、そんなのも見たなと思い出す程度。なにしろ僕が早稲田の国文出身で横文字はからきしダメ。だから殆ど参考にしてません」といい、実際には戦争中に発行された日中会話や日タイ会話の本を参考にしたという。日本近現代史研究者のジョン・ダワーは、「日本の中国占領のとき役だった」日中会話の本が参考にされたことについて、「同じ占領でも、今度は日本が占領される側なのであったが、その皮肉なブラック・ユーモアに、本人たちはまったく気づかなかったらしい」と評している。
編集方針は「持っていれば何かの時に役に立つような、最低限の例文を載せよう」というものであった。もっとも、必要最低限を心がけるあまり例文を削りすぎてしまい、かなりの余白が生じたため（ページによっては半分以上が余白となっている）、メモ欄にして体裁を整えている。例文の英訳を担当したのは、当時、誠文堂新光社刊行の歴史書にかかわっていた関係から同社に出入りしていた、古代オリエント史研究者の板倉勝正であった。専門外であったため名前を出さない約束での依頼であったが、板倉は戦後40年にあたる1985年（昭和60年）になって、自分が英訳者であることを名乗り出ている。また、小川は、一夜で和文の原稿を作ったと回顧しているが、加藤によれば、実際は例文選びから翻訳までは1週間くらいだったという。
戦時中の誠文堂新光社では、科学雑誌で軍事技術賛美の編集方針をとっていたため、紙の配給を優先的に受けており、そのことが有利に働いたといわれる（もっとも小川自身は、軍は「資材は少しも呉れなかつた」と主張している）。印刷は空襲の被害に遭わなかった大日本印刷で行われた。奥付では「昭和20年10月1日印刷 昭和20年10月3日発行」となっているが、実際には9月15日に初刷を発行した。
小川は当初定価50銭とするつもりであったが、出版取次の日配（日本出版配給）から1円にしてほしいとの要求があり、妥協として80銭にしたという。初版の部数について、小川は30万部としているが、3万部とする説もある。

## 戦後初のベストセラー
小川菊松によれば東京での印刷・発行部数は300万部。このほか、当時の流通事情から東京からの搬送が難しかったため、地方で印刷・販売された分があり、名古屋の星野書店と京都の博省堂で各20万部、川越市と宇都宮市で各10万部が印刷・販売されたため、総計は360万部に達するという。加藤美生は、この数字について「間違いない」と述べ、「地方で刷った分は正確に把握できているわけではないから、或いはそれ以上あったかもしれませんよ」と付け加えている。また、360万部は税金対策用の数字で、実際の売り上げは400万部以上とする説もある。あまりの人気のため、小売書店では懇意の客に売るだけで、店頭にはほとんど並ばなかったという。
この後、1945年末までに精文館『模範日米会話』、産業図書『実用英語会話』、愛育社『ポケット米日会話』『ポケット日米会話』、文化社『わかりやすい日常英語会話』、文化生活社『日米会話帳』、朝日新聞社『ハンドブック日米会話』などの類似本が出回りはじめる。こうした状況を見て、小川は『手帳』の使命は終わったと判断し、同年末までに絶版とした。なお、間もなく出版好況と用紙不足による紙の値上がりが生じたため、小川は「日米会話に使用した、大日本印刷大崎工場にストックしておいた莫大な用紙を、使わないでおいたら……等と一寸考えないでもない」と、後悔めいたことも記している。このことから、ノンフィクションライターの仲宇佐ゆりは、絶版となった理由について「手持ちの紙が尽きてしまうと刷れば刷るほど赤字になるという事情もあったのだろう」と推測している。
小川は1953年の時点で、「恐らく終戦直後におけるというよりも空前の発行部数のレコードであり、百年先は分らないが、先ず四、五十年までは絶後であろう」と自画自賛している。36年後の1981年（昭和56年）に黒柳徹子『窓ぎわのトットちゃん』が500万部（1981年末までの発行部数）を達成するまでは、日本最大のベストセラー記録とされていた。また、発行期間は3カ月あまりであるため日本最速のベストセラー記録でもあり、これはその後も破られていない。
加藤は、「今となっては誰が最初に言い出したのかわからないんだが、書名を『日米会話』にしたのが良かったと思いますね。“英会話”を名乗っていたら半分も売れなかったでしょう」と語っている。作家の井上ひさしは、本書が発売された9月15日前後は、アメリカ軍に対する日本人の感情が、不安や恐怖から好意へと変化するちょうど境い目の時期であったとして、発売日が「半月早くても、また半月おそくても、この本はさほど売れなかったのではないか」と評している。
一方で、プランゲ文庫所蔵雑誌の調査では、同時代の雑誌記事で本書を取り上げた例はほとんど見当たらないという。
ミリオンセラーであるにもかかわらず残存部数は少ないといわれ、1973年（昭和48年）ごろには、すでに古書店でも入手困難となっていたという。元版は誠文堂新光社にも保存されておらず、国立国会図書館にも所蔵されていないが、神奈川県立図書館と岩手県立図書館が所蔵している。井狩春男は神田の古書店街を35年以上通って一度も見たことがないという（2002年時点）。

## 評価
評論家の武田徹は、「日米会話手帳」を標榜しているものの、実際には必ずしもアメリカ英語寄りとはいえず、「薬屋」を “Druggist”、「私共の所にはありません」を “Sorry, I have not.” とするなど、むしろイギリス英語寄りの傾向が見られることを指摘している。また、ジャーナリストの西森マリーは、 “What's the matter?” を「ウァッツァマタ」、 “Take your seat, please.” を「テイキョウ・スィート・プリーズ」と表記している点などを取り上げ、カタカナ表記が実際の発音に近いことを高く評価している。
拙速で作られたため、目次で「職業」が Proffession （f が一つ多い）となっていたり、本文で「床屋」が Barbar （正しくは Barber）となっていたりするなどの誤植がある。
井狩春男は「この本には、ミリオンセラーをつくる方程式の正解が、すべて詰め込まれています」と評している。

## 復刻版
1987年（昭和62年）に出版史研究者の福島鑄郎が200部限定の復刻版を作成している。
誠文堂新光社の創立80周年記念で復刻版が制作された。井狩春男が所有しているのもこの復刻版である（2002年時点）。
また、1995年（平成7年）刊の朝日新聞社編『『日米会話手帳』はなぜ売れたか』（朝日文庫）に、全文の影印版が収録されている。
2021年11月には、誠文堂新光社から復刻版が発売された。現社長小川雄一による挨拶と、創業者小川菊松の著書『出版興亡五十年』から『日米会話手帳』についての記述を抜粋した文章を印刷した別紙が添えられている。